# Sandale

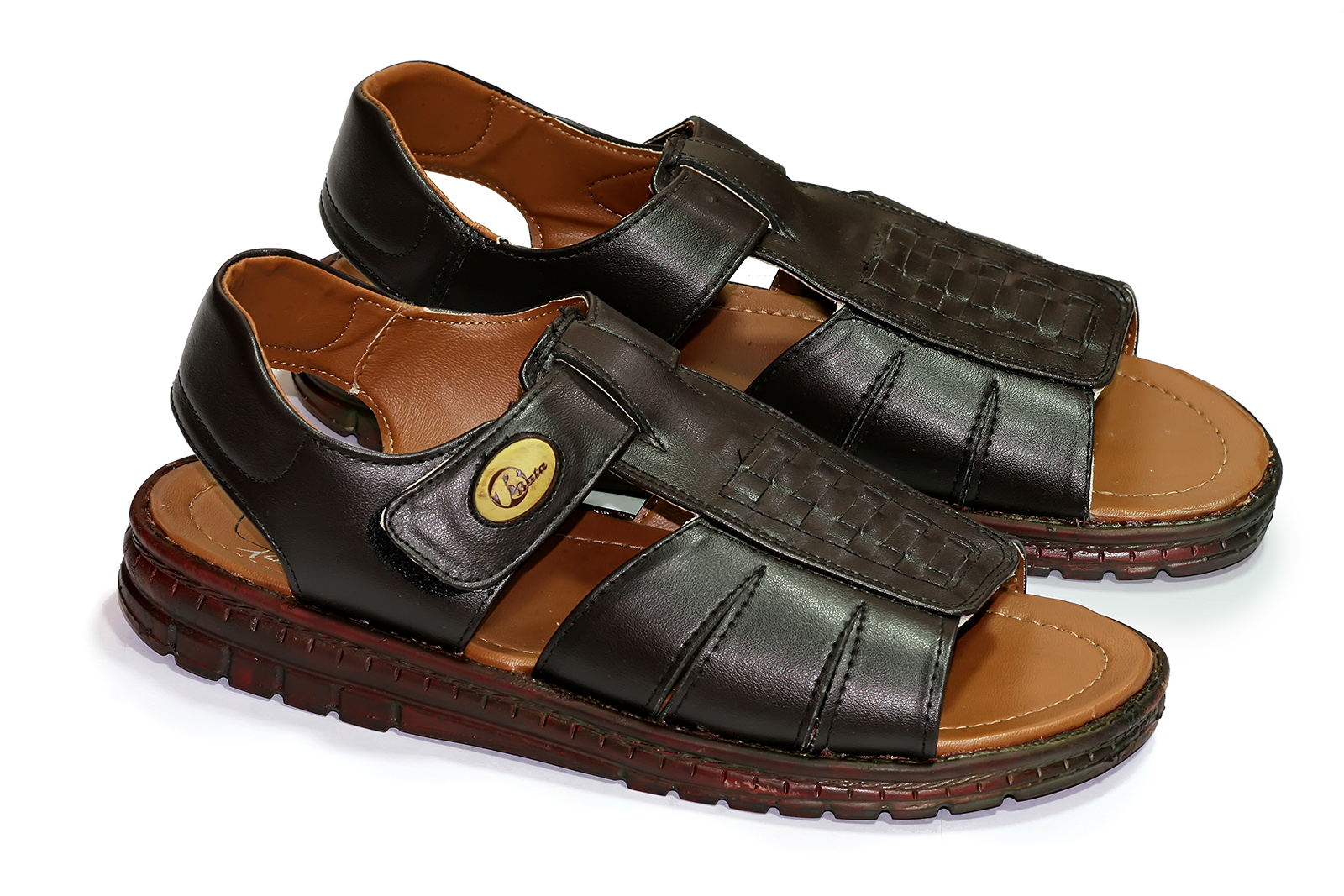
Sandale pentru bărbați

Sandalele sunt un tip de încălțăminte ușoară și din plin aerisită. O sanda(lă) este formată dintr-o talpă, de obicei fără toc sau cu unul minuscul care este fixată pe partea corespunzătoare a piciorului prin curele.